# Lamissio
Lamissio, Lamisso ou Laiamich(i)o, est le deuxième roi des Lombards. Il règne vraisemblablement à la fin du IVe siècle et/ou au début du Ve siècle, dans la région de l'Elbe en Germanie.
Lamissio est le fils adoptif d'Agelmund, premier roi des Lombards. Paul Diacre raconte que sous le règne de ce dernier, une femme lombarde mit au monde des septuplés et s'en débarrassa en les jetant dans un étang. Agelmund passa par hasard devant cet étang et vit les malheureux bébés étendus là et, arrêtant son cheval, les retourna avec la lance qu'il portait à la main. Alors, un de ces petits enfants saisit avec ses petites mains la lance du roi. Le roi augura que cet enfant deviendrait un homme remarquable et ordonna au gardien de l'étang de le retirer de l'eau. Agelmund le donna à une nourrice pour l'allaiter et comme il l'avait retiré d'un étang qui dans sa langue se dit lama, il lui donna le nom de « Lamissio » et en fit son héritier.
Après la mort de son père adoptif, tué lors d'une attaque des Bulgares, il est élu roi des Lombards. Selon Paul Diacre, Lamissio, homme belliqueux qui s'était illustré dans sa jeunesse dans un combat contre des Amazones, fit la guerre aux Bulgares et fut victorieux, vengeant ainsi la mort d'Agelmund.
Son successeur est un certain Lethuoc.

## Sources
- Paul Diacre, Histoire des Lombards, Livre I, XV–XVIII.